# Kosewo (Varmie-Mazurie)
Pour les articles homonymes, voir Kosewo.
Kosewo est un village de Pologne situé dans le gmina de Mrągowo, dans le powiat de Mrągowo, dans la voïvodie de Varmie-Mazurie.
En 2021, le village compte 428 habitants.